# Östersttjärnen (Ragunda socken, Jämtland)
Östersttjärnen är en sjö i Ragunda kommun i Jämtland och ingår i Indalsälvens huvudavrinningsområde.